# Leonhard Spengel

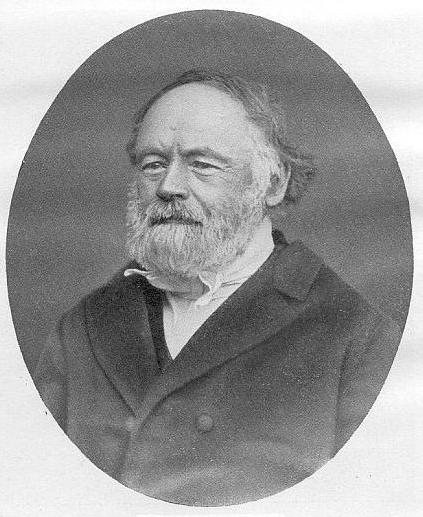
Leonhard Spengel

Leonhard Spengel (seit 1875 von Spengel, * 24. September 1803 in München; † 8. November 1880 ebenda) war ein deutscher Klassischer Philologe.

## Leben
Leonhard Spengel stammte aus einer wohlhabenden Familie. Seine Eltern sind der Stifter auf dem Heil-Berg Leonard Spengl und dessen Ehefrau Anna Maria Münch. Seine Taufe fand in der Kirche St.-Peter in München statt.
Er besuchte bis zum Abitur 1821 das (heutige) Wilhelmsgymnasium München, wo ihn seine Lehrer Johann von Gott Fröhlich und Joseph Kopp anregten, Klassische Philologie zu studieren. Bereits als Oberschüler besuchte Spengel die Übungen des Philologischen Seminars, das damals Friedrich Thiersch leitete. Die spätere Universität München befand sich damals noch in Landshut. Bei Thiersch begann Spengel auch 1821 sein reguläres Studium, das er bereits 1823 abschloss, im Alter von noch nicht zwanzig Jahren. Auf Empfehlung seines akademischen Lehrers und mit der Unterstützung eines staatlichen Stipendiums vertiefte Spengel seine Studien an der Universität Leipzig (bei Gottfried Hermann) und ab 1825 an der Berliner Universität bei August Boeckh und Immanuel Bekker. Im folgenden Jahr löste er die Preisaufgabe der Philosophischen Fakultät, die der rhetorischen Ausbildung im antiken Griechenland galt. Die Preisschrift erschien 1828 erweitert unter dem Titel Συναγωγὴ τεχνῶν („Sammlung der Künste“).
Aufgrund seiner Arbeiten wurde Spengel an der Universität Kiel eine außerordentliche Professur für Klassische Philologie angeboten, die er jedoch ausschlug. Er kehrte im Herbst 1826 nach München zurück und arbeitete als Lektor am Münchner Gymnasium. Zur selben Zeit wurde die Universität von Landshut nach München verlegt. Dort wurde Spengel am 28. März 1827 promoviert und kurz darauf habilitiert. Anschließend wirkte er zugleich am Gymnasium und an der Universität. 1830 wurde er zum Gymnasialprofessor und gleichzeitig zum zweiten Seminarvorstand an der Universität ernannt. Die Bayerische Akademie der Wissenschaften wählte ihn 1835 zum außerordentlichen, 1841 zum ordentlichen Mitglied ihrer philosophisch-historischen Klasse. Seit 1842 war er korrespondierendes Mitglied der Preußischen Akademie der Wissenschaften.
Im Oktober 1841 nahm Spengel einen Ruf der Universität Heidelberg zum ordentlichen Professor für Klassische Philologie an. 1847 kehrte er nach München zurück, nachdem er dort eine ähnliche Stelle an der Universität erhalten hatte. In den 1850er und 1860er Jahren wurde er mehrfach zum „Commissär für die Abhaltung der Schlußprüfungen“ an den Münchner Gymnasien ernannt. Nach dem Tode seines einstigen Lehrers und jetzigen Kollegen Thiersch (1860) wurde Spengel Leiter des Philologischen Seminars. Im selben Jahr wurde er zum korrespondierenden Mitglied der Göttinger Akademie der Wissenschaften gewählt. 1875 wurde ihm der Bayerische Personaladel verliehen, 1877 feierte er sein goldenes Doktorjubiläum. Er starb am 8. November 1880.
Spengel war zu seiner Zeit einer der besten Kenner der griechisch-römischen Rhetorik. Er verfasste zahlreiche Einzeluntersuchungen über Theorie und Praxis der antiken Beredsamkeit, außerdem über griechische Philosophie (Platon, Aristoteles) und die Textkritik des römischen Universalgelehrten Marcus Terentius Varro. 1840 erschien in der Reihe Griechische Prosaiker in neuen Uebersetzungen (Bd. 201) seine Übersetzung von Aristoteles’ Rhetorik an Alexander.
Spengel begründete 1841 in einem Vortrag vor der Bayerischen Akademie der Wissenschaften die Ansicht, dass die Magna Moralia nicht von Aristoteles stammen, sondern von einem seiner Schüler. Diese These wurde zunächst angenommen (unter anderem von Eduard Zeller, dem bedeutendsten Philosophiehistoriker des 19. Jahrhunderts), zu Beginn des 20. Jahrhunderts jedoch von Hans von Arnim zurückgewiesen. Darauf folgte eine Auseinandersetzung zwischen Arnim und dem Berliner Professor Werner Jaeger, der (wie viele seiner Schüler) gegen die Autorschaft des Aristoteles eintrat. Später traten Franz Dirlmeier (1958) und John M. Cooper (1999) für Aristoteles’ Autorschaft ein.
Sohn Otto Spengel (* 1837) studierte nach dem Abitur 1855 Rechtswissenschaften, Sohn Andreas Spengel war als Gymnasiallehrer in Landshut, als Gymnasialprofessor in München und zuletzt als Gymnasialrektor in Passau tätig.

## Grabstätte

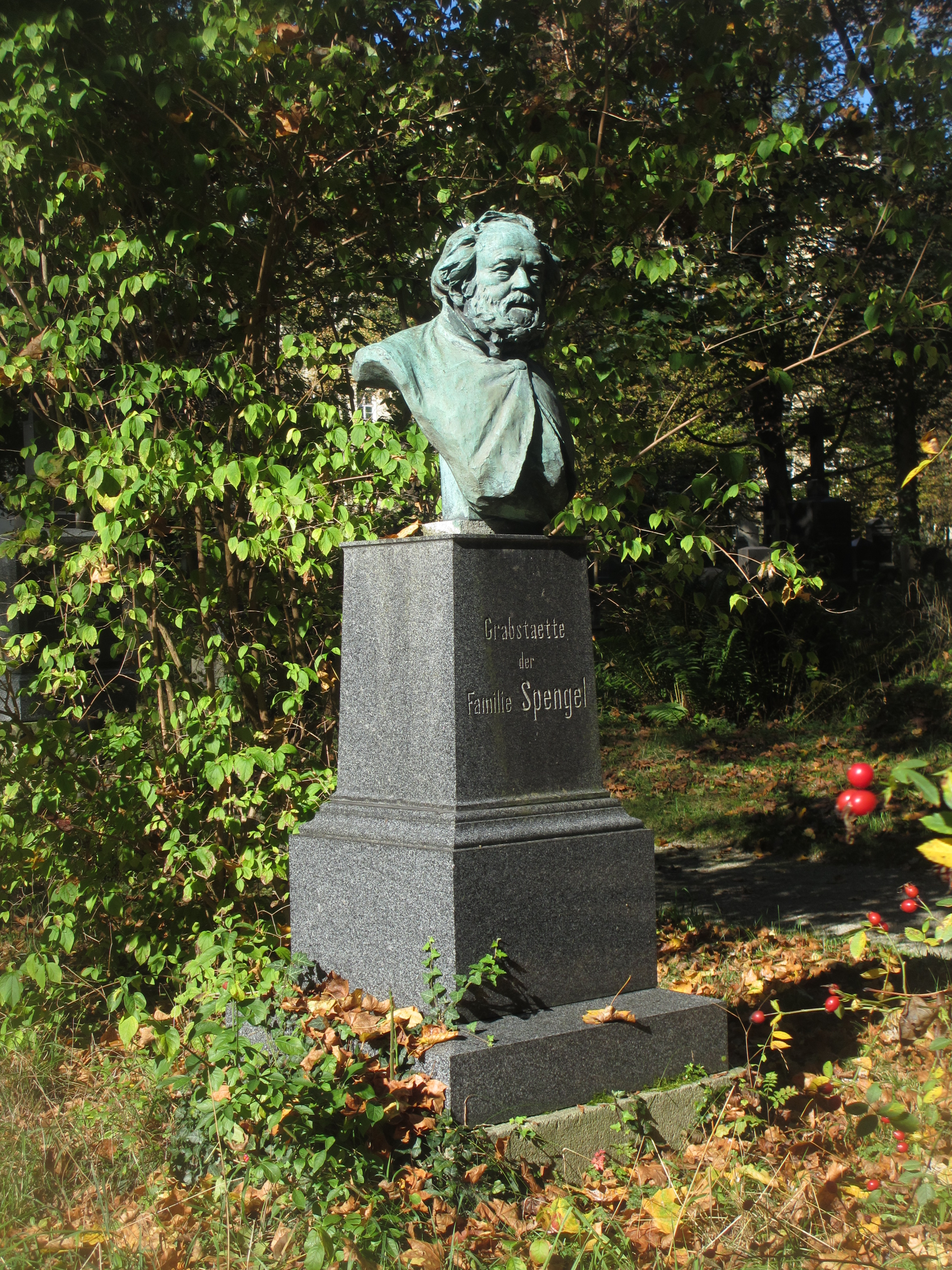
Grab von Leonhard Spengel auf dem Alten Südlichen Friedhof in München

Die Grabstätte von Leonhard Spengel befindet sich auf dem Alten Südlichen Friedhof in München (Gräberfeld 17 – Reihe 2 – Platz 3) Standort.